# 南熏大道站
南熏大道站位于中国四川省成都市温江区，是成都地铁4号线的地下车站。

## 车站概要
本站位于光华大道三段与南江路交叉口，沿光华大道三段呈东西向布置，于2017年6月2日启用，因临近南熏大道而得名。

## 车站构造
本站为地下二层双跨一面二线岛式站台车站，全长190米，标准段宽度19.9米，底板埋深17.54米，共设置2组风亭、4个出入口。
| 地面      |                                  | 出入口                         |  |
| 地下 一层 | 站厅层                           | 安检、售票机、站内商店         |  |
| 地下 二层 |                                  | 4号线列车往万盛方向 （凤溪河） |  |
| 地下 二层 | 岛式站台，左边车门将会开启       |                                |  |
| 地下 二层 | 4号线列车往西河方向 （光华公园） |                                |  |

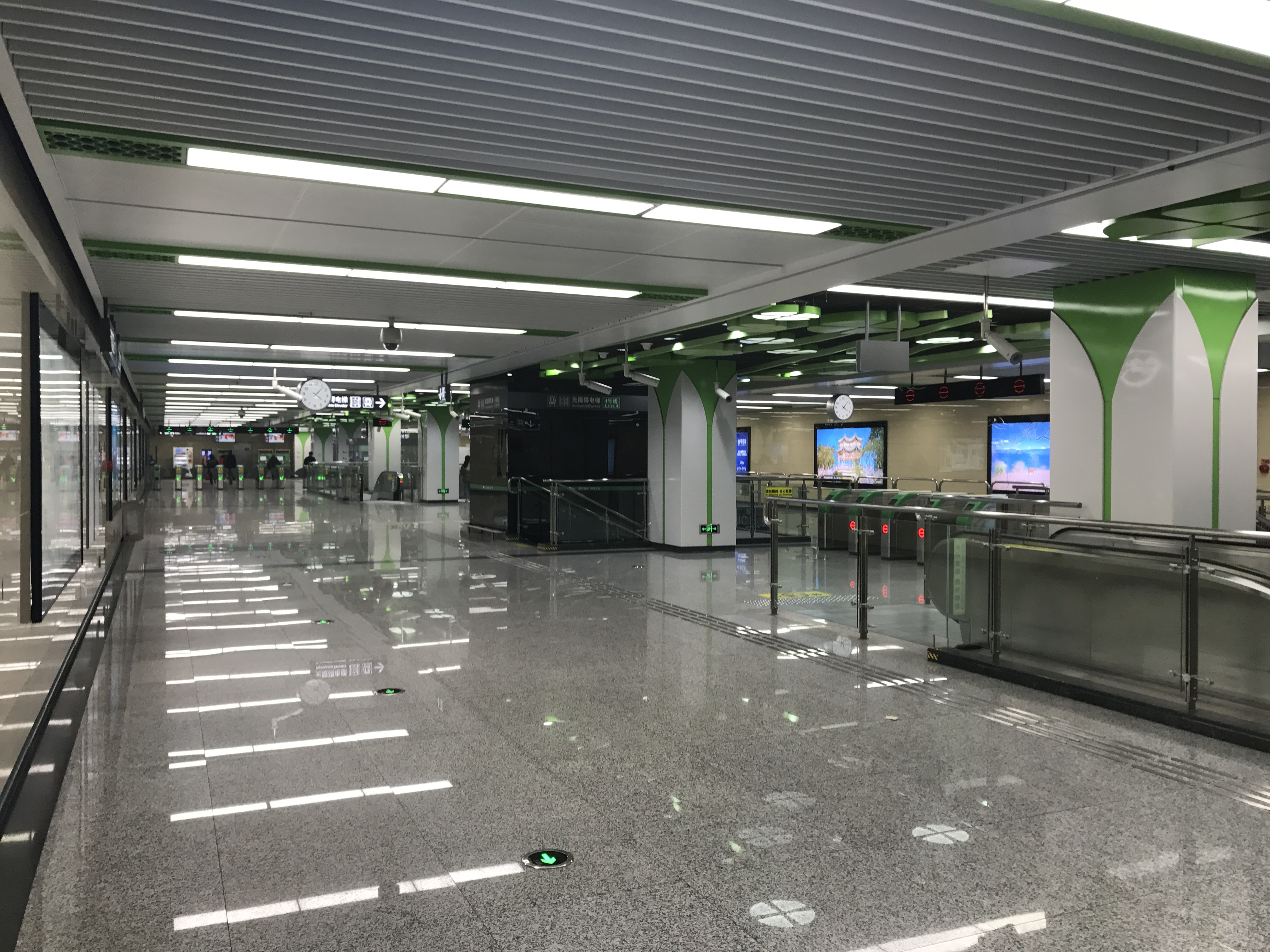
站厅层
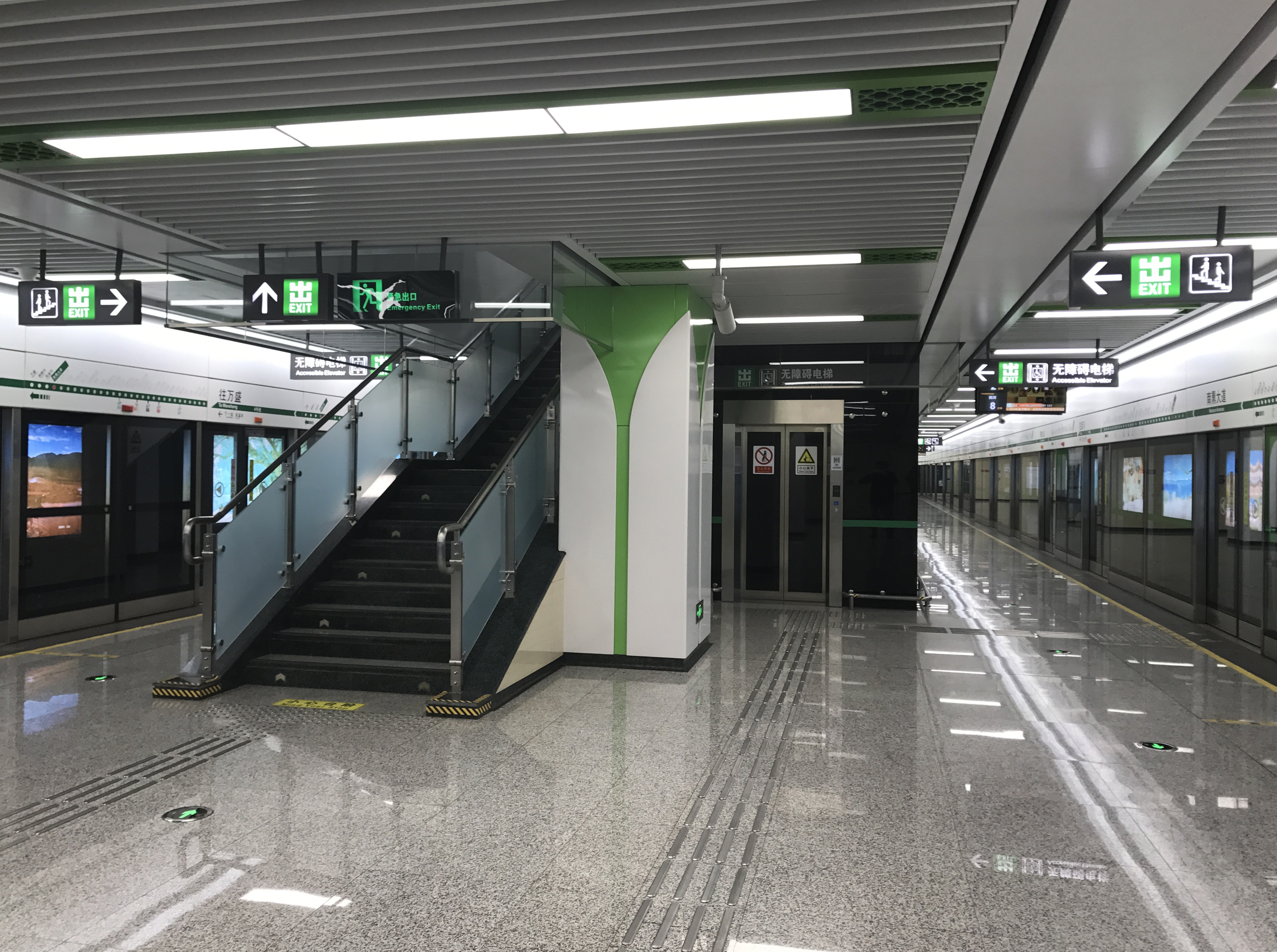
站台层

## 内装与公共艺术

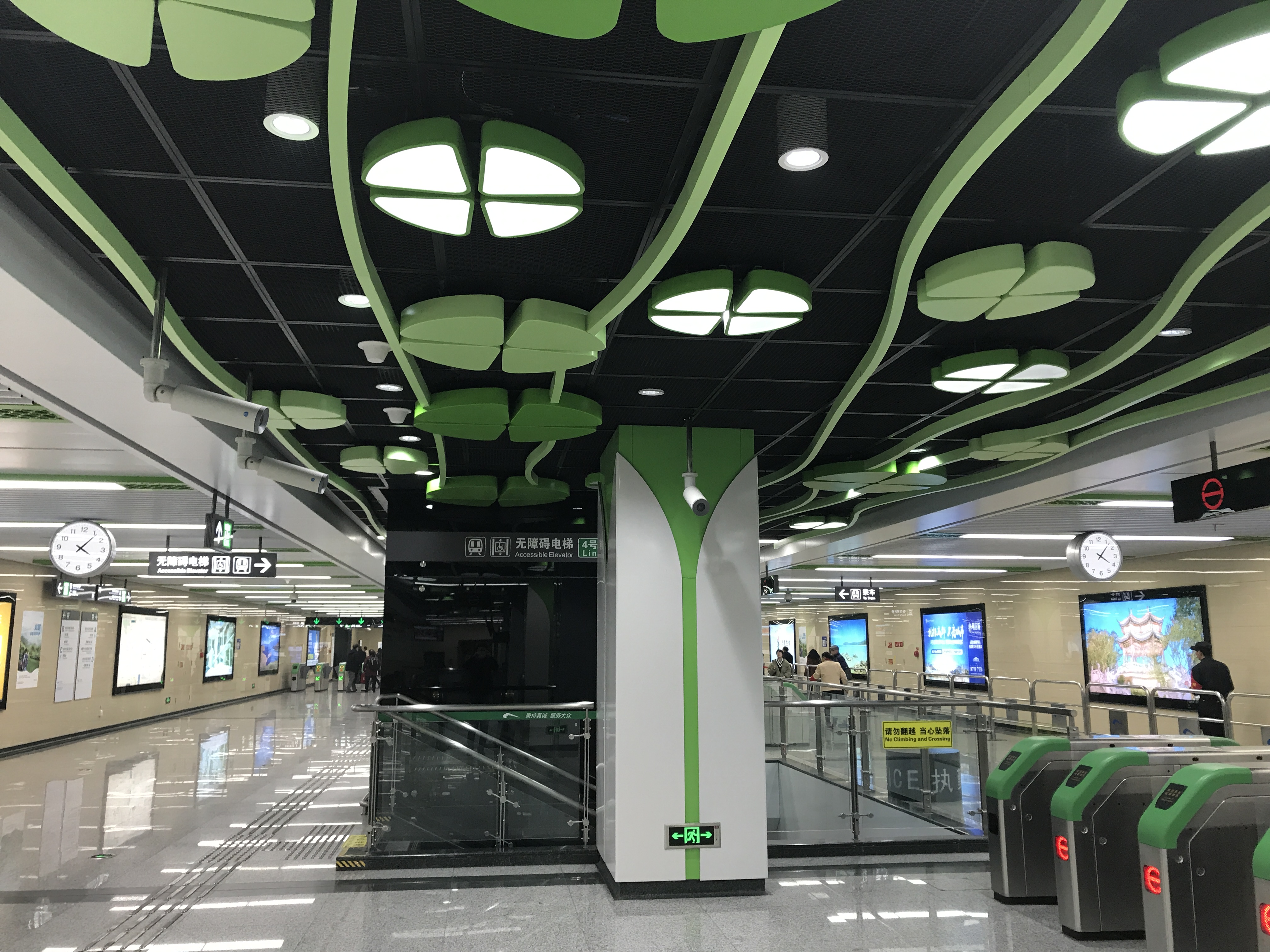
浮萍造型的天花板装饰物

温江区是中国的重要的花卉基地之一，具有“花木之都”的美誉。位于温江区的马厂坝站、凤凰大街站、涌泉站、南熏大道站、杨柳河站站台装饰以体现花木文化为主。
南熏大道站以浮萍为主题。
浮萍又称青萍、田萍等，是浮萍科水面浮生植物。浮萍是多年生细小草本，漂浮水面，它的存在为景观增添了一抹新绿，唐代诗人杜牧曾在《齐安郡后池绝句》中写道：“菱透浮萍绿锦池，夏莺千啭弄蔷薇”，借用铺满池中的浮萍称赞了池面之美。

## 出入口信息
本站目前开放4个出入口。
| 出口编号 | 设施         | 地点         | 可到达目的地       | 照片 |
| -------- | ------------ | ------------ | ------------------ | ---- |
|          |              |              |                    |      |
|          | 无障碍电梯   | 光华大道三段 | 温江区公安局       |      |
| 出口 · B |              | 光华大道三段 | 塞纳河畔           |      |
| 出口 · C | 无障碍卫生间 | 光华大道三段 | 上林宽境           |      |
| 出口 · D |              | 光华大道三段 | 上林宽境、观澜半岛 |      |

## 大事记
- 2014年9月3日，进入主体施工[4]；
- 2015年2月7日，主体结构封顶[2]；
- 2017年6月2日，正式启用[1]。